# 王錫蕃
王錫蕃（1850年—1920年代），字季樵，山东黄县（今龍口市）人。清末民初政治人物。

## 生平
光緒二年（1876年）丙子恩科進士。选庶吉士，散馆授编修。光绪十九年（1893年）出督福建學政，历升詹事府少詹事、署礼部左侍郎。戊戌变法失败后罢官，永不叙用。应聘前往河南，主讲信陵书院。
民国后，参纂《山东通志》。拥护袁世凯称帝。段祺瑞执政期间，当选参议员。有《经义约选》两卷。曾校《馬端敏公奏議》。